# Morde von Mechterstädt

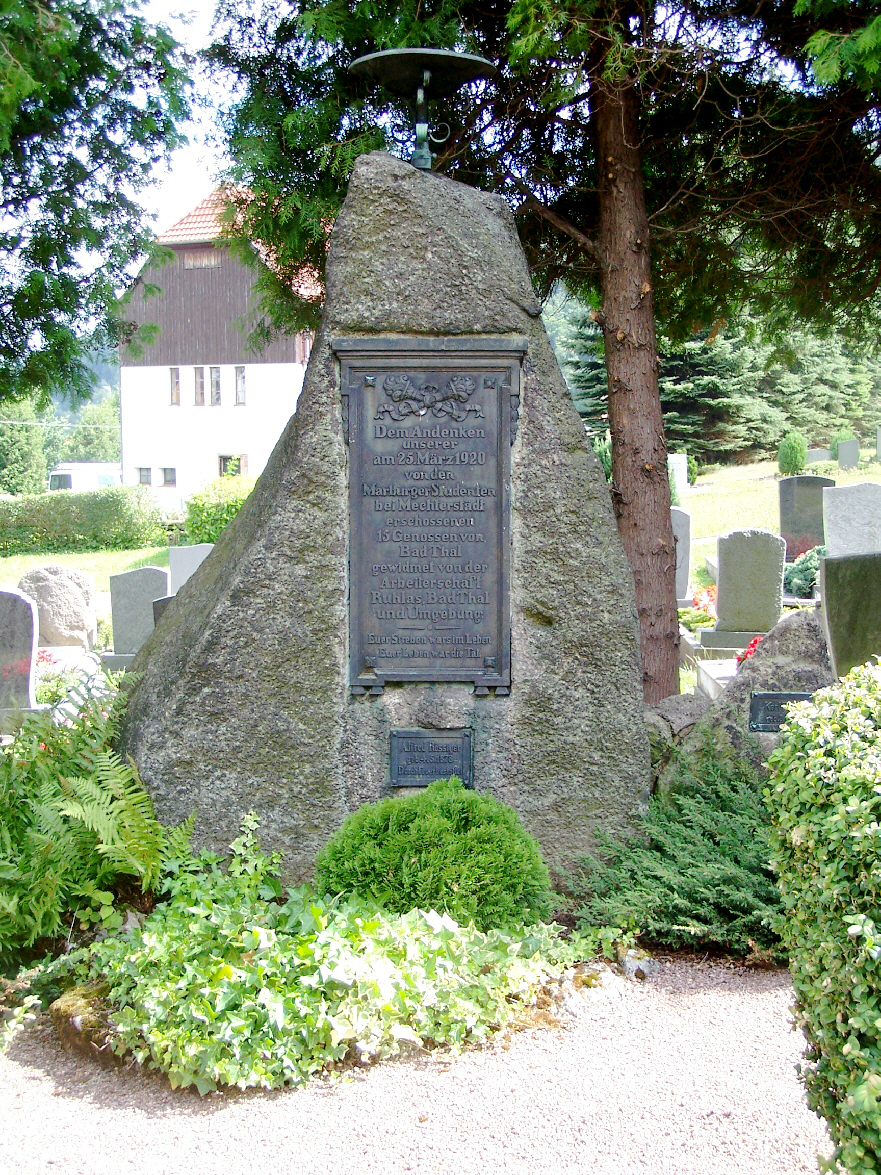
Der Gedenkstein in Thal

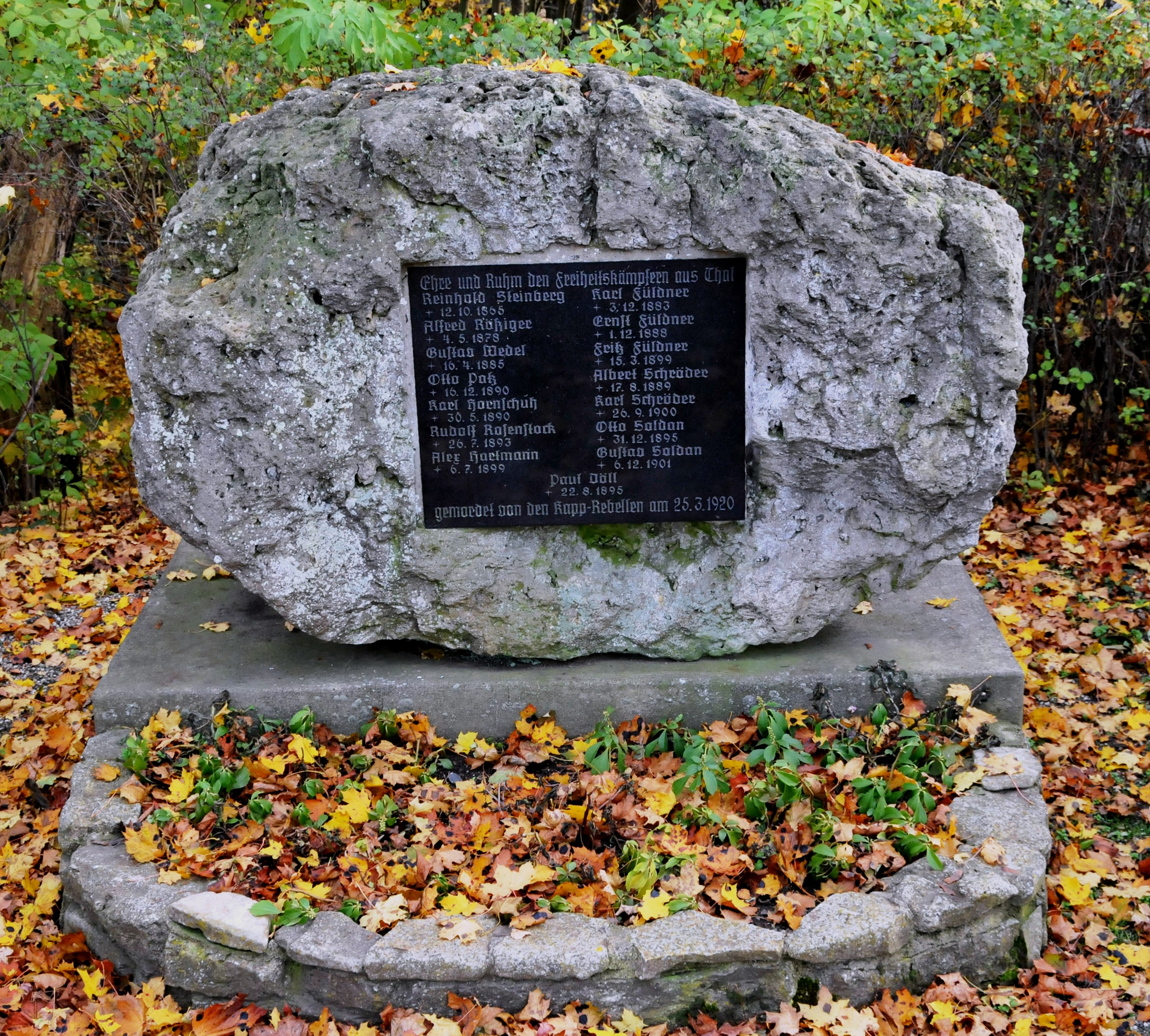
Der Gedenkstein bei Mechterstädt

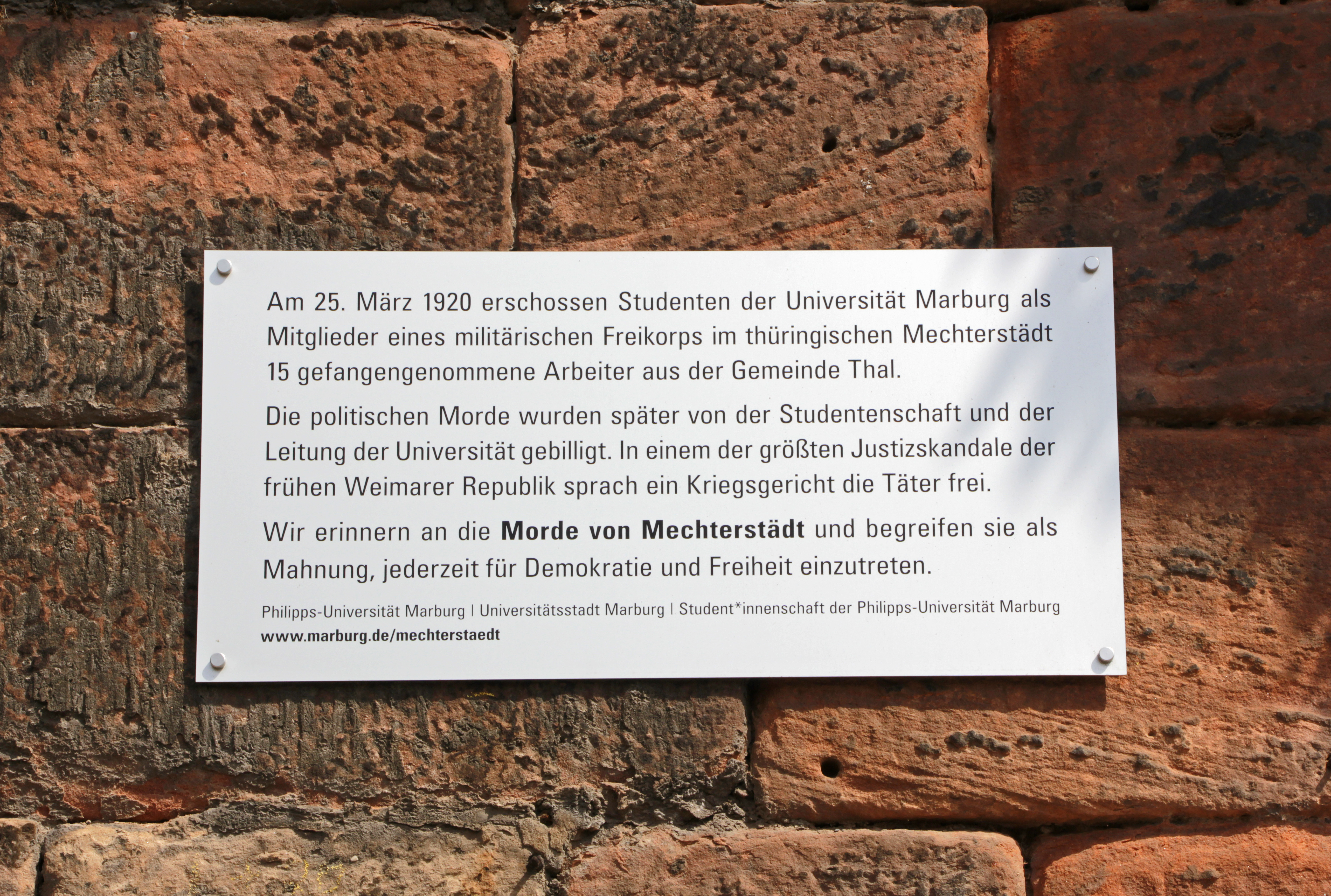
Gedenktafel in Marburg

Als „Morde von Mechterstädt“ (auch Massaker von Mechterstädt) wird die Erschießung von 15 zuvor festgenommenen Arbeitern auf der Straße von Mechterstädt nach Gotha in Thüringen durch Mitglieder des „Studentenkorps Marburg“ am 25. März 1920 bezeichnet. Der Vorfall und die nachfolgenden Freisprüche der Täter erregten großes öffentliches Aufsehen und wurden in Publizistik und Politik kontrovers diskutiert. Vertreter der politischen Linken und demokratischen Mitte verurteilten die Tat der Studenten als feigen Mord und betrachteten sie als symptomatisch für die reaktionäre, republikfeindliche Einstellung großer Teile der Studentenschaft, während konservative und nationale Kreise das Vorgehen im Kontext der Abwehr revolutionärer Aufstände und der Wiederherstellung der staatlichen Ordnung billigten.

## Vorgeschichte

### Aufstellung des Marburger Studentenkorps
Nachdem Reichswehrminister Gustav Noske am 11. September 1919 die Reichswehr zur Aufstellung zusätzlicher Zeitfreiwilligenverbände aufgefordert hatte, berichtete die in Kassel stationierte Reichswehrbrigade 11 am 24. September über ihr Vorhaben, gezielt an Universitäten und Technischen Hochschulen um Freiwillige zu werben. Viele der damaligen Studenten hatten im Ersten Weltkrieg gedient, oft als Offiziere. Die Werbung richtete sich vor allem an Korporierte, die in der Studentenschaft der Universität Marburg die führende Rolle spielten. Bereits im Frühjahr desselben Jahres waren Verbindungsstudenten von der örtlichen Reichswehreinheit mit Waffen ausgestattet worden, da angeblich mit einem kommunistischen Angriff auf Marburg zu rechnen sei.
Nach Beginn des Kapp-Putschs am 13. März 1920 wurde das Studentenkorps Marburg (kurz StuKoMa) mobilisiert. Etwa 1.800 Mann stellten sich zur Verfügung und bildeten zwei Bataillone mit insgesamt zehn Kompanien. Die 1. bis 6. Kompanie bildeten das erste Bataillon, die 7. bis 10. Kompanie das zweite Bataillon. Die Kompanie-Einteilung richtete sich nach den Korporationen, denen die Studenten angehörten. Die 1. Kompanie bildeten die Corps Teutonia, Hasso-Nassovia, Guestphalia und Palatia Straßburg, die 2. Kompanie die Burschenschaften Arminia, Alemannia und Germania, die 3. Kompanie die Turnerschaften Philippina, Schaumburgia und Saxonia. Die 4. Kompanie bestand aus den Landsmannschaften Hasso-Guestfalia, Hasso-Borussia sowie einem Zug Nichtkorporierter, die 5. Kompanie aus dem Marburger Wingolf und den katholischen Verbindungen Rhenania, Palatia und Thuringia. Die 6. Kompanie bildeten schließlich die schwarzen Verbindungen VDSt Marburg, AMV Fridericiana, ATV Marburg und ATV Kurhessen. Der Stab und die Kompanieführer waren beritten, die Infanteristen marschierten zu Fuß. Die insgesamt 805 studentischen zeitfreiwilligen Freikorpskämpfer des ersten Bataillons waren zu einem großen Teil Offiziere und Unteroffiziere der Reserve. Alle trugen die graue Reichswehruniform ohne Abzeichen, die Korporierten zudem ihr Couleurband unter dem Waffenrock.
Zum Kommandeur des ersten Bataillons mit der 1. bis 6. Kompanie wurde ein Geschichtsstudent und früherer Marineoffizier, der Fregattenkapitän a. D. Bogislav von Selchow, gewählt; sein Adjutant war der Medizinstudent Otmar von Verschuer. Erster Ordonnanzoffizier war der Westfale Oberleutnant Rudolf Baldus; zweiter Ordonnanzoffizier der Hessen-Nassauer Wolfgang Fischer. Weitere bekannte Angehörige des ersten Bataillons waren Karl August Eckhardt, Heinrich Wilhelm Kranz, Paul Hinkler und Paul Schneider.
Erst einige Tage nach Abmarsch des ersten Bataillons aus Marburg wurde das zweite Bataillon (7. bis 10. Kompanie) des StuKoMa unter der Führung des Hauptmann a. D. Karl-Ludwig von Buttlar mit 800 Mann aufgestellt. Einerseits sollte Marburg nicht ohne Schutz bleiben, andererseits fehlten die Kapazitäten für einen gemeinsamen Transport beider Bataillone. Deshalb versah das zweite Bataillon zuerst Wachdienst. Die 7. Kompanie bildeten die Studentenverbindung Chattia, die Freie Burschenschaft Normannia, die Burschenschaft im ADB Sigambria, die Wehrschaft Irminsul und die Schwarzburgverbindung Frankonia. Die 8. Kompanie bildeten die wissenschaftlichen Vereinigungen, die 9. Kompanie die sogenannte „Volkskompanie“, während die 10. Kompanie aus kriegsversehrten Studenten bestand. Letztere war nur für Objektschutz und Sicherungsaufgaben vorgesehen und zog auch nicht mit in den Einsatz nach Thüringen. Angehöriger des zweiten Bataillons war unter anderem Karl Winter.
Nichtkorporierte Studenten machten ein Drittel der Mitglieder des gesamten StuKoMa aus, jedoch wurden demokratische und linksgerichtete Studenten, aber auch die Mitglieder der nationalkonservativen jüdischen Studentenverbindung „Hassia“ im KC abgewiesen. Daraufhin organisierte der Jurastudent Ernst Lemmer, Mitglied der Deutschen Demokratischen Partei (DDP) und Leutnant der Reserve, der schon früher gegen die enge Zusammenarbeit von Universität und Reichswehr mit den Korporationen protestiert und zur Abwehr des Putschs vergeblich die Bewaffnung der Arbeiter gefordert hatte, gemeinsam mit anderen republiktreuen Studenten (darunter Gustav Heinemann, Wilhelm Röpke und Viktor Agartz) die Aufstellung einer „Volkskompanie“ mit 80 Mitgliedern aus Anhängern der Weimarer Koalition und Angehörigen der „Hassia“. Sie wurde dem zweiten Bataillon des StuKoMa als 9. Kompanie angegliedert und von dem Theologieprofessor Heinrich Hermelink geführt.
Nachdem sich schon zu Beginn des Kapp-Putschs einige Marburger Korporationen unter der Koordination Selchows mit einem Flugblatt hinter die Berliner Putschisten gestellt hatten, nahm von Selchow Kontakt zu den Putschisten auf und wurde von diesen am 16. März beauftragt, bis zum 21. März Hessen zu besetzen. Dazu kam es jedoch nicht, da Selchow zunächst den Erfolg des Putsches in Berlin abwarten wollte, der aber schon am 17. März infolge eines Generalstreiks zusammenbrach. Der Marburger Senioren-Convent hatte bereits bei Gefährdung der Verbindungshäuser durch Arbeiter eine Besetzung Marburgs gefordert.

### Einsatz in Thüringen
In Thüringen, wo sich die Führung der dort stationierten Reichswehrverbände dem Kapp-Putsch angeschlossen und den Ausnahmezustand verhängt hatte, kam es zu bewaffneten Auseinandersetzungen mit der Arbeiterbewegung, die von der USPD und KPD dominiert war. Die Streiks und Kämpfe dauerten auch nach dem Ende des Putsches an und steigerten sich, unter Beteiligung von bürgerlichen Einwohnerwehren, insbesondere in der Region um Gotha und Eisenach zu bürgerkriegsähnlichen Gefechten mit zahlreichen Todesopfern. Die Reichsregierung entschloss sich, die Arbeiteraufstände durch die Reichswehr gewaltsam niederschlagen zu lassen. Dabei wurden zahlreiche Arbeiter „standrechtlich“ oder willkürlich erschossen.
Am 19. März ließ in Marburg der Ortskommandant der Reichswehr einen Aufruf plakatieren, wonach in Thüringen Aufstand herrsche und „bewaffnete Banden […] raubend und plündernd“ durch das Land zögen. Mit der „Wiederherstellung von Ruhe und Ordnung“ wurde die „Brigade Rumschöttel“ beauftragt, die aus Teilen der Reichswehrbrigade 11 und dem Studentenkorps Marburg bestand.
Am folgenden Tag wurde das erste Bataillon des Studentenkorps nach Thüringen in Marsch gesetzt; das zweite Bataillon unter dem Kommando des Hauptmanns a. D. von Buttlar folgte am 26. März. In seiner Verabschiedungsrede verglich der Rektor der Universität, Wilhelm Busch, den Geist der Truppe mit dem des Kriegsausbruchs im August 1914.

## Die Morde
Am 18. März 1920 hatte der Gendarmeriewachtmeister Heß aus dem Ort Thal im Landkreis Gotha dem Landratsamt berichtet, dass in zwei Versammlungen zur Bildung einer „roten Garde“ aufgerufen worden sei. Am folgenden Tag hätten etwa 150–200 Arbeiter, in Trupps aufgeteilt, zur Beschaffung von Waffen die Ortschaften Kälberfeld, Schönau, Kahlenberg, Sättelstädt und Sondra durchkämmt und unter Androhung von Gewalt die Herausgabe von Schusswaffen erzwungen. Daneben sei es auch zu Lebensmitteldiebstählen und Plünderungen von privaten Anwesen gekommen.
Selchow, dessen Truppe auf dem Vormarsch von Eisenach nach Gotha die nahegelegenen Orte Sättelstädt und Mechterstädt erreicht hatte, erhielt davon Nachricht und entsandte am 24. März 60 Mann der 1. und 2. Kompanie unter dem Kommando des Oberleutnants Rudolf Baldus (Corps Guestfalia) auf vier Lkws nach Thal mit dem Auftrag, den dortigen Aufstand zu unterdrücken und die Rädelsführer festzunehmen. Der zuvor telefonisch in Kenntnis gesetzte Gendarm Heß und der Thaler Schultheiß Schein übergaben dem studentischen Trupp eine Liste mit 40 Verdächtigen, die als „Vertrauenspersonen der Arbeiterschaft“ galten und festgenommen wurden, obwohl die meisten von ihnen nicht politisch aktiv waren. 25 von ihnen wurden wieder freigelassen; die übrigen fünfzehn – darunter vier der sechs Gemeinderäte von Thal – wurden unter dem Verdacht festgehalten, Anführer des geplanten „roten“ Aufstandes zu sein. Zudem wurden Waffenlager ausgehoben.
Bei den Gefangenen handelte es sich um fünfzehn Männer im Alter von 18 bis 54 Jahren: Paul Döll (* 1895), Alex Hartmann (* 1899), Karl Hornschuh (* 1890), Otto Paß (* 1890), Alfred Rößiger (* 1878), Rudolf Rosenstock (* 1893), Albert Schröder (* 1889), Karl Schröder (* 1900), Otto Soldan (* 1895), Gustav Soldan (* 1901), Reinhold Steinberg (* 1865), Gustav Wedel (* 1885) sowie wie drei Brüder Karl (* 1883), Ernst (* 1888) und Fritz (* 1899) Füldner. Sie wurden am Abend des 24. März auf einem Leiterwagen nach Sättelstädt gebracht und dort über Nacht im Spritzenhaus eingeschlossen. Im späteren Prozess sagte Selchow aus, das Studentenkorps habe die Verhafteten vor einer aufgebrachten Menge aus Einwohnern und Reichswehrsoldaten schützen müssen. Er habe von der Führung der Brigade Rumschöttel den Befehl erhalten, die Gefangenen beim Marsch auf Gotha am nächsten Tag mitzunehmen, damit sie dort vor Gericht gestellt werden konnten.
Am nächsten Morgen zwischen 5 und 6 Uhr traten die Verhafteten in dichtem Morgennebel den Fußmarsch von Sättelstädt nach Gotha an. Ihnen wurde bei Fluchtversuchen sofortige Erschießung angedroht. Die Wachmannschaft bestand aus zwanzig Soldaten der 1. und 2. Kompanie  unter dem Kommando von Leutnant Heinrich Goebel. Die Gruppe bewegte sich etwa einen Kilometer hinter dem Gros der Truppe. Die Gefangenen gingen in Zweierreihe und wurden an allen vier Seiten von Wachen eskortiert. Karl Hornschuh, der als besonders gefährlich galt, marschierte mit drei Bewachern einzeln am Ende der Kolonne.
Auf dem Weg erschossen die Wachmannschaften alle fünfzehn Gefangenen. Als erster wurde kurz nach 7:30 Uhr beim alten Bahnhof hinter Sättelstädt Hornschuh erschossen, kurz darauf zwei weitere. Nachdem die Gruppe Mechterstädt erreicht hatte, übernahm sie von der dort stationierten 6. Kompanie vorübergehend zehn weitere Gefangene, die aber in einer gesonderten Gruppe ein Stück weiter vorn eskortiert wurden. Etwa eine halbe Stunde später wurden die restlichen zwölf Gefangenen erschossen. Die Leichen der Erschossenen blieben am Straßenrand liegen.
Nach der Ankunft in Gotha verfasste Goebel einen Bericht, wonach zunächst Hornschuh und kurz darauf zwei weitere Gefangene in einer dichten Nebelbank zu fliehen versucht hätten und dabei erschossen worden seien. Etwa einen Kilometer östlich von Mechterstädt hätten die restlichen zwölf Gefangenen einen gemeinsamen Ausbruchsversuch unternommen und seien teils sofort, teils nach kurzer Verfolgung erschossen worden.

## Bekanntwerden der Tat
Nachdem die Leichen der Erschossenen, die meisten davon furchtbar entstellt, von ortsansässigen Bewohnern aufgefunden worden waren, kam es in der nahegelegenen Stadt Ruhla zu Arbeiterunruhen. Daraufhin wurden zwei Kompanien des zweiten Bataillons des Studentenkorps Marburg, darunter die „Volkskompanie“, nach Eisenach verlegt und besetzten am 27. März Ruhla. Es gelang ihnen, ohne Blutvergießen oder Verhaftungen die Ruhe wiederherzustellen, unter anderem durch die Zusicherung Hermelinks, dass die in Weimar tagende Nationalversammlung über den Vorfall informiert und eine gründliche Untersuchung folgen werde. Hermelink äußerte seinerseits in einem Bericht an seine Vorgesetzten sein Entsetzen darüber, dass dem Studentenkorps die Ermordung wehrloser Gefangener nachgesagt wurde.
Vor dem Rückmarsch der Truppe nach Eisenach meldete Ernst Lemmer sich krank und begab sich auf eigene Faust zu Nachforschungen nach Thal, die seinen Verdacht eines Verbrechens bestärkten. Ein Versuch, den Reichskommissar Albert Grzesinski telegrafisch von dem „Massenmord in Bad Thal“ in Kenntnis zu setzen, scheiterte an der Militärzensur. Daraufhin meldete Lemmer sich abermals krank und fuhr nach Berlin, wo er sich mit Abgeordneten der Nationalversammlung in Verbindung setzte. Nach einem Besuch von Lemmer und Walther Schücking (DDP) beim soeben ernannten Reichswehrminister Otto Geßler (DDP) forderte dieser eine strenge Untersuchung und untersagte weitere Einsätze des Marburger Studentenkorps. Der Abgeordnete Ludwig Haas (DDP) gab bereits in der Sitzung der Nationalversammlung am 29. März einen (noch ungenauen) Bericht über die Vorgänge; am 27. April folgte eine parlamentarische Anfrage des Gothaer USPD-Abgeordneten Wilhelm Bock zu den „in grausamster Weise hingemordet[en]“ Arbeitern. Der Vorfall erregte reichsweit Aufsehen. In der republikanischen Presse fanden sich empörte Stellungnahmen. Die Marburger Universität und die organisierte Studentenschaft stellten sich dagegen hinter die Studenten, die „in der Stunde der Not dem Rufe der Regierung in opferwilliger Hingabe gefolgt“ seien.

## Marburger Studentenprozess
Die von der Reichswehr durchgeführte Untersuchung ergab hinreichende Anhaltspunkte, um am 28. April gegen die Angehörigen des Transportkommandos Anklage wegen rechtswidrigen Waffengebrauchs in Verbindung mit Totschlag zu erheben. Die Verhandlung fand vom 15. bis zum 18. Juni 1920 im großen Saal des Landgerichts Marburg vor einem Kriegsgericht der 22. Division der Reichswehr statt. Angeklagt waren 14 Studenten der Wachmannschaft, neun Corpsstudenten und fünf Burschenschafter: die Jurastudenten Heinrich Goebel (Burschenschaft Germania), Paul Heerhaber (Corps Teutonia), Hermann Krauts (Corps Rhenania Freiburg), Alfred Voss (Corps Hasso-Nassovia); die Medizinstudenten Heinrich Engelbrecht (Corps Hasso-Nassovia), Frank Jahn (Corps Hasso-Nassovia), Heinrich Schüler (Burschenschaft Germania), Alwin Springer (Burschenschaft Alemannia), Kurt Blum (Burschenschaft Alemannia), Ernst Nedelmann (Corps Teutonia), Oskar Koch (Corps Hasso-Nassovia), Julius Völker (Corps Hasso-Nassovia), Lorenz Lange (Corps Hasso-Nassovia) und der Philologiestudent Friedrich von Uffel (Burschenschaft Germania). Sie wurden verteidigt von Walter Luetgebrune, einem prominenten Anwalt in zahlreichen Verfahren gegen Rechtsextreme. Auf Antrag Luetgebrunes wurde vor Beginn der Verhandlung das einzige Mitglied des Kriegsgerichts aus dem Mannschaftsstand, ein Gefreiter, durch einen Offizier ersetzt.
Außer den Tätern selbst gab es keine überlebenden Augenzeugen. Lemmer und Hermelink als Belastungszeugen konnten sich nur auf unbestätigte Aussagen Dritter berufen. Die Angeklagten behaupteten übereinstimmend, dass die Erschossenen sämtlich bei Fluchtversuchen getötet worden seien. Nach ihrer Darstellung soll zunächst ein Gefangener „auf der Flucht“ erschossen worden sein, 500 Meter weiter zwei weitere Gefangene desgleichen. Nach der Durchquerung des Dorfes Mechterstädt seien zwei weitere Erschießungen erfolgt, kurz darauf die nächsten zwei. Der Truppführer habe die Gruppe haltmachen lassen, um die verbliebenen Gefangenen zu verwarnen; diese seien daraufhin ebenfalls geflohen und erschossen worden.
Gegen diese Darstellung spricht, dass nach den Ergebnissen der Obduktion 13 der 15 Personen von zahlreichen Kugeln in den Kopf und Oberkörper getroffen wurden, zum Teil aus nächster Nähe von vorne. Die Verteidigung versuchte dagegen mit medizinischen und ballistischen Gutachten nachzuweisen, dass die Verletzungen auch bei der Verfolgung Fliehender hätten entstanden sein können. Der Belastungszeuge Oskar Wagner, ein Berufsunteroffizier der Reichswehr, der dem Marburger Studentenbataillon als Bagage-Unteroffizier zugeteilt worden war, sagte aus, er habe sich am Morgen des 25. März mit seiner Feldküche etwa 200 Meter vor dem Gefangenentransport befunden. Nachdem er im Nebel die Schüsse auf die ersten drei Gefangenen gehört habe, sei er nach hinten gegangen und habe beobachtet, wie die Gefangenen mit Fußtritten und Gewehrkolbenstößen misshandelt wurden. Zudem habe ihm der Medizinstudent Höhnemann erzählt, man habe versucht, die Gefangenen mit Schlägen von der Straße herunterzutreiben, um auf diese Weise einen Fluchtversuch vorzutäuschen. Die Verteidigung versuchte Wagner als persönlich unglaubwürdig hinzustellen. Auch andere Zeugen bestätigten die Misshandlung der Gefangenen; zudem äußerten begleitende Studenten, dass die Gefangenen absichtlich erschossen worden seien. Bogislav von Selchow, der als Entlastungszeuge vernommen wurde, bestritt, dass es einen Erschießungsbefehl gegeben habe, betonte aber, der Gebrauch der Waffe sei ganz in seinem Sinne geschehen. Im Schlussplädoyer schloss sich der Anklagevertreter der Darstellung der Angeklagten an. Sie hätten geschossen, aber ohne die Absicht zu erschießen. Dass alle Gefangenen getötet wurden, sei ein „grausamer Zufall“ gewesen. Die fliehenden Gefangenen seien beim Einbiegen in einen Feldweg alle an einer Stelle gefallen. Eine Misshandlung der Gefangenen sei nicht erwiesen. Juristisch beschränkte sich die Anklage auf die Frage, ob die Angeklagten vor Feuereröffnung alle anderen Verfolgungsmöglichkeiten ausgeschöpft hätten, und beantragte, die drei Bewacher Hornschuhs, Engelbrecht, Krauts und Jahn, unter Berücksichtigung mildernder Umstände wegen Totschlags zu zwei Jahren Gefängnis zu verurteilen und die übrigen Angeklagten aus Mangel an Beweisen freizusprechen. Die Verteidigung bezeichnete das Verhalten der Truppe als „musterhaft“; von rechtswidrigem Waffengebrauch könne keine Rede sein. Das Gericht sprach nach kurzer Beratung alle Angeklagten mangels Beweises frei.
Dieses Urteil trug dem Gericht den Vorwurf politischer Voreingenommenheit ein und wurde weithin als offensichtlicher Justizskandal angesehen. Die Arbeiterschaft, Republikaner und die politische Linke gingen von einer Ermordung der Arbeiter aus politischem Hass aus.
Die Berufungsverhandlung vor dem Schwurgericht Kassel endete im Dezember 1920 ebenfalls mit Freisprüchen.

## Nachwirkungen
Durch den Vorfall bekam das Bild Marburgs als studentisches Idyll tiefe Risse. Friedrich Facius sah in den Urteilen einen der größten Skandale der Justiz in der Weimarer Zeit, Wilhelm Röpke, damals Student in Marburg, sprach von der „Tragödie von Mechterstädt“. Carl von Ossietzky nahm die Morde zum Anlass, um vor einer „Balkanisierung“ Deutschlands zu warnen.
Der vor dem Kriegsgericht bezeugte Ausspruch eines Studenten: „Unsere Anatomie braucht Leichen“ wurde von Klabund und Tucholsky angeprangert.
Der preußische Kultusminister Konrad Haenisch (SPD) sprach in einem Artikel für das Berliner 8-Uhr-Abendblatt vom „feigen Meuchelmord der Marburger Buben“, was so empörte Reaktionen von studentischer Seite zur Folge hatte, dass er schließlich „diese Wendungen“ öffentlich zurücknehmen musste.
Eine Gedenktafel, deren Text die „Marburger Studenten“ anklagte, wurde in der NS-Zeit dahingehend abgeändert, dass die Opfer „in den blutigen Wirren der Nachkriegszeit“ gestorben seien. Das DDR-Regime machte in den sechziger Jahren den 25. März zu einem Gedenktag mit einer verordneten Feierstunde.
Verschiedene Marburger Verbindungen (Turnerschaften, Christliche Verbindungen) lehnten 1996 in einer „Marburger Erklärung“ eine Relativierung der Morde ab.
Dass der Marburger Studentenhistoriker Holger Zinn (Landsmannschaft Chattia) noch 2006 in einem von der Universität unterstützten Sammelband über die Universität Marburg in der Weimarer Zeit schrieb, die Arbeiter seien „unter zweifelhaften Umständen“ zu Tode gekommen, wurde von Marburger Professoren scharf kritisiert Theo Schiller schrieb in einer Rezension: „Wie und warum der seit 1920 offenkundige Mord an diesen unbewaffneten Arbeitern bezweifelt und bemäntelt werden kann, bleibt unerfindlich.“ Zinns Beitrag führte zu einer kleinen Anfrage von Thomas Spies (SPD) im Hessischen Landtag. In seiner Antwort bedauerte der damalige hessische Wissenschaftsminister Udo Corts (CDU) die verharmlosende Darstellung Zinns und betonte, dass der Vizepräsident der Universität Herbert Claas sich gegenüber der Presse deutlich distanziert habe.

## Gedenken
Zur Erinnerung an das Ereignis wurden in Thal und an der B 7 zwischen Mechterstädt und Teutleben Gedenksteine errichtet.
Am 25. März 2010 fand auf dem Friedhof in Thal eine Gedenkveranstaltung mit Vertretern der Gemeinde, Hinterbliebenen und einer Abordnung des Magistrats der Stadt Marburg statt.
Am 2. April 2019 wurde im Rahmen einer Gedenkveranstaltung der Philipps-Universität, der Universitätsstadt Marburg und des Allgemeinen Student*innenausschusses (AStA) der Philipps-Universität an der Alten Universität in Marburg eine Gedenktafel enthüllt.

## Zeitgenössische Rezeption
- Ernst Wallenburger: Arbeitermord von Mechterstädt (Tafelbild, Öl auf Leinwand, 60 × 79,5 cm, 1920; Museum Schloss Friedenstein, Gotha)
- Theobald Tiger (Kurt Tucholsky): Die Marburger. In: Kurt Tucholsky: Gesammelte Werke in zehn Bänden. Band 2. Rowohlt, Reinbek bei Hamburg 1975, S. 365–366. Zuerst in: Berliner Volkszeitung vom  22. Juni 1920.
- Theobald Tiger (Kurt Tucholsky): Marburger Studentenlied. In: Kurt Tucholsky: Gesammelte Werke in zehn Bänden. Band 2. Rowohlt, Reinbek bei Hamburg 1975, S. 372–373. Zuerst in: Die Weltbühne. Nr. 28 vom 8. Juli 1920, S. 55.
- Ignaz Wrobel (Kurt Tucholsky): Schaumlöffelei. In: Kurt Tucholsky: Gesammelte Werke in zehn Bänden. Band 2. Rowohlt, Reinbek bei Hamburg 1975, S. 395–398. Zuerst in: Freiheit vom 11. August 1920 (Besprechung des Buchs von K.  Schaumlöffel: Das  Studentenkorps Marburg  in Thüringen. Ein Kriegstagebuch im Frieden, verfaßt und zusammengestellt vom Stabsfeldwebel des Studentenkorps.  Marburg  1920).
- „Halali! Die ersten Chargierten der Marburger Corps besichtigen die Strecke“ (Memento vom 13. August 2016 im Internet Archive) Titelblatt von: Freie Welt. Illustrierte Wochenschrift der USPD, Jg. 2, Heft 24.
- George Grosz: „Marburg, Du wunderschöne Stadt / Darinnen mancher Mörder gar gute Freunde hat.“ (Memento vom 5. Juni 2016 im Internet Archive)
- Henning Duderstadt: Der  Schrei  nach  dem  Recht. „Die Tragödie von Mechterstädt“. Marburg 1920.

## Filme
- 1962: Fernsehpitaval: Auf der Flucht erschossen (Reihe Fernsehpitaval, Deutscher Fernsehfunk, Autoren: Friedrich Karl Kaul und Walter Jupé)